# گرفتن پلهام یک دو سه (فیلم ۱۹۷۴)
گرفتن پلهام یک دو سه (انگلیسی: The Taking of Pelham One Two Three) یک فیلم در ژانر سرقت، اکشن، مهیج، و درام به کارگردانی جوزف سارجنت است که در سال ۱۹۷۴ منتشر شد.

## بازیگران
- والتر ماتائو
- رابرت شاو
- مارتین بالسام
- هکتور الیزوندو
- جری استیلر
- کنت مک‌میلان
- دوریس رابرتس
- تونی رابرتس
- ارل هیندمن
- دیک اونیل
- ولفگانگ لوکشی
- الکساندر آلرسون
- جیمز برودریک
- جولیوس هریس
- لوسی سارویان
- رودی باند
- ناتان جرج
- جو سنکا
- بیل کوبس